# Komtess von Parma
Komtess von Parma (Originaltitel: Contessa di Parma) ist ein italienischer Spielfilm aus dem Jahre 1937 von Alessandro Blasetti, ein für die Mussolini-Ära typisches, in Upper-Class-Kreisen spielendes Hochglanzprodukt im amerikanisierenden Telefoni-Bianchi-Stil.

## Handlung
Die beiden jungen Mannequins Marcella und Adriana werden vom Besitzer des Turiner Modehauses Maison Printemps, Signore Ferrani, dazu gedrängt, an gesellschaftlichen Veranstaltungen, die seinem Unternehmen nützen könnten, teilzunehmen. Als ihre männliche Begleitung hat er die beiden Adeligen Herzog von Fadda und Graf von Sebasta auserkoren. Ferrani will, anstatt selbst auf den wichtigen Events teilzunehmen, lieber nach Paris reisen und setzt sich damit über den Wunsch seiner Geschäftspartnerin Marta Rossi, die ihn bittet, zu bleiben, hinweg. In der Zwischenzeit lernt die blonde Marcella, die sich auf Wunsch ihres Chefs als eine Komtesse von Parma ausgeben soll und luxuriös mit Edelkarosse und schicker Garderobe ausgestattet wird, bei einem Wettrennen den erfolgreichen Fußballspieler Gino Vanni kennen und gewinnt, da sie auf das „richtige Pferd“ setzt, Geld. Als Gino für sie den Gewinn an der Kasse abholen will, verliert er sie aus den Augen.
Marcella ruft ihn deswegen am darauf folgenden Tag an, und man verabredet sich. Doch ehe Gino Marcella ihren Gewinn zukommen lassen kann, greift ein Gerichtsvollzieher beim verschuldeten Fußballer zu. Gino überlässt diesem schweren Herzens das Geld, da sonst sein Auto gepfändet werden würde. Nach einigem Hin und Her erklärt sich Marta Rossi, Ginos Tante, dazu bereit, ihm die konfiszierte Geldsumme zu geben. Erst bei einer Ballveranstaltung kommt es zum Wiedersehen der beiden Verliebten, doch nun muss Gino sehen, wie „seine“ Marcella ihren jeweiligen Tanzpartnern kleine Briefchen zusteckt. Der Fußballer wird eifersüchtig, doch entpuppen sich diese Briefchen nichts weiter als ein erneuter Werbetrick Ferranis, ein Flyer. Ehe es zu einem Zerwürfnis kommen kann, greift Tante Rossi, die Gefallen an Marcella gefunden hat, rettend ein, und dem jungen Glück steht anlässlich einer groß angelegten Modeschau in Sestriere nun nichts mehr entgegen.

## Produktionsnotizen
Komtess von Parma wurde ab November 1936 bis in die ersten Wochen des Jahres 1937 hinein in den Filmstudios von Turin sowie in dieser norditalienischen Stadt selbst und im Wintersportgebiet von Sestriere gedreht. Die Uraufführung erfolgte im April 1937. Die Deutschlandpremiere war im Mai 1939, in Berlin lief der Streifen am 23. Juni desselben Jahres im Atrium-Kino an. In Österreich (Wiener Premiere am 1. September 1939) wurde der Streifen unter dem leicht veränderten Titel Komtesse von Parma gezeigt.

## Synchronisation
| Rolle                         | Darsteller      | Synchronsprecher |
| ----------------------------- | --------------- | ---------------- |
| Marcella                      | Elisa Cegani    | Lisa Albert      |
| Gino Vanni                    | Antonio Centa   | Gustav Wilfan    |
| Adriana                       | María Denis     | Olly Holzmann    |
| Carrani (it.) / Ferrani (dt.) | Umberto Melnati | Wilhelm Schich   |
| Duca di Fadda                 | Osvaldo Valenti | Fritz Puchstein  |
| Conte di Sebasta              | Nunzio Filogamo | Johannes Pall    |
| Marco                         | Ugo Ceseri      | Adolf Görisch    |
| Marta Rossi                   | Pina Gallini    | Regine Hendel    |

Die Dialogregie führte Bernhard Kulisz.

## Kritik
Das Neue Wiener Tagblatt fand, dass die „drei Milieus – ein Modesalon, der Rennplatz und ein Fußballstadion – … sehr geschickt ineinander“ greifen und lobte, dass Antonio Centa ein „sympathischer, jugendlicher Bonvivant“ und „Umberto Melnati ein pointenreicher Komiker“ seien.
Die Kleine Volks-Zeitung bemängelte, dass manche Szenen „ziemlich breit geschildert“ seien, lobte hingegen „die Aufmachung des Films“.